# 豊田周衛
豊田 周衛（とよた しゅうえい、生誕年不詳 - 明治17年（1884年）1月26日）は、理学士。東京物理学講習所（後の東京物理学校、現東京理科大学）の創立者の一人、東京物理学講習所筆頭人である。

## 経歴
東京大学を卒業した。1881年（明治14年）、東京物理学講習所の創立者の一人となる。1884年（明治17年）1月26日に逝去した。